# Liste der Motetten von Anton Bruckner
Anton Bruckner komponierte im Laufe seines Lebens etwa 40 Motetten. Als früheste Vertonung schuf er das Pange lingua ca. 1835, als letzte  Vexilla regis im Jahr 1892.

## Jugendwerke
Vor 1841 wurde als einziges Werk eine Motette von Bruckner komponiert.
- Pange lingua in C-Dur (WAB 31):[1]
  - Erste Version: eine Besetzung von 28 Takten des Pange Lingua für Chor a cappella, das Bruckner 1835/1836 komponierte, als er als elfjähriger Knabe bei Johann Baptist Weiß in Hörsching studierte.[2]
  - Zweite Fassung: Gegen Ende seines Lebens (19. April 1891) revidierte Bruckner diese geliebte allererste Komposition.[3]

Die wenigen anderen Werke aus dieser Zeit in Grasbergers Katalog sind entweder offensichtlich nicht von Bruckner oder von zweifelhafter Authentizität. Domine, ad adjuvandum me festina, WAB 136 ist eine Komposition von Johann Baptist Weiß. Die fünf Präludien in Es-Dur für Orgel (WAB 127 und 128) und die andere Orgelwerke in Bruckners Präludienbuch sind vermutlich Transkriptionen von Werken Johann Baptist Weiß’ oder anderer Komponisten.

## Windhaag und Kronstorf
Während seines Aufenthalts als Lehrerassistent in Windhaag (3. Oktober 1841 – 23. Januar 1843) und Kronstorf (23. Januar 1843 – 23. September 1845) komponierte Bruckner die drei frühen Messen Windhaager Messe, Kronstorfer Messe und Messe für den Gründonnerstag. Während seines Aufenthalts in Kronstorf komponierte er auch seine erste Kantate Vergißmeinnicht und einige Motetten:
- Libera me (WAB 21): Eine erste Vertonung in F-Dur des Libera me für Chor und Orgel, die Bruckner ca. 1843 komponierte.[9][10]
- Litanei (WAB 132): Diese Litanei, ein verschollenes Werk für gemischten Chor und Blechblasinstrumente, entstand vermutlich um 1844.[11]
- Salve Maria (WAB 134): Diese Hymne an Maria, möglicherweise ein Salve Regina, ein weiteres verschollenes Werk, wurde vermutlich ebenfalls um 1844 komponiert.[12][13]
- Asperges me (WAB 4): Diese erste Vertonung von 32 Takten in F-Dur des Asperges me für Chor a cappella wurde 1843 oder 1844 komponiert.[9][14]
- Zwei Asperges me (WAB 3): Diese zwei Vertonungen für Chor und Orgel entstanden 1844 oder 1845.[9]
  - Asperges me (WAB 3.1): Dieses Werk im äolischen Modus wurde für die Asperges me der Septuagesima bis zum 4. Sonntag der Fastenzeit geschrieben.[15]
  - Asperges me (WAB 3.2): Dieses Werk in F-Dur wurde für den Passionssonntags geschaffen.[16]
- Tantum ergo (WAB 32): Diese erste Vertonung von 36 Takten in D-Dur des Tantum ergo für Chor a cappella wurde im Herbst 1845 komponiert.[17][18]
- Tantum ergo (WAB 43): Diese zweite Vertonung von 36 Takten in A-Dur des Tantum ergo für Chor und Orgel entstand im Herbst 1845 (oder vielleicht 1846 in Sankt Florian?)[9][19][20]
- Dir, Herr, dir will ich mich ergeben (WAB 12): Das Entstehungsdatum dieser Choral in A-Dur für Chor a cappella ist ungewiss: 1844-1845 (Kronstorf) oder 1845-1846 (Sankt Florian).[9][21]

## Sankt Florian
Zwischen dem 23. September 1845 und dem 24. Dezember 1855 war er während seines Aufenthalts als Organist im Stift Sankt Florian komponierte Bruckner das  Magnificat, das  Requiem, die  Missa solemnis, Psalmen 22 und 114 und vier Namenstagskantaten  Entsagen, die Arneth-Kantate, die Mayer-Kantate und der  Festgesang, sowie folgende Motetten:
- O Du liebes Jesu-Kind (WAB 145): Diese Motette von 16 Takten in F-Dur für Solist und Orgel ist von ungewisser Urheberschaft. Wenn tatsächlich von Bruckner, vermutlich 1845/1846 komponiert.[22][23]
- Herz Jesu-Lied (WAB 144): Auch diese 24-taktige Motette B-Dur für Chor und Orgel ist von ungewisser Urheberschaft. Wenn tatsächlich von Bruckner, vermutlich 1845/1846 komponiert.[24][25]
- Vier Tantum ergo (WAB 41):[26]
  - Erste Fassung: Diese vier Tantum ergo von 24 Takten (Nr. 1: 25 Takte) plus einem 2- oder 3-taktigen Amen: B-Dur, As-Dur, Es-Dur und C-Dur, für Chor und Orgel ad libitum wurden 1846 komponiert.[24]
  - Zweite Fassung: 1888 nahm Bruckner eine leichte Überarbeitung der vier Tantum ergo vor, die er dann für Chor a cappella komponierte.[3]
- Tantum ergo D-Dur (WAB 42)[26]
  - Erste Fassung: Dieses fünfte Tantum ergo von 36 Takten in D-Dur für 5-stimmigen Chor (SSATB) und Orgel wurde am 9. Juni 1846 komponiert.[24]
  - Zweite Fassung: 1888 nahm Bruckner auch eine Überarbeitung vor. Die Komposition wurde gekürzt (8 Takte entfernt) und ein 3-taktiges Amen hinzugefügt.[3]
- In jener letzten der Nächte (WAB 17): eine Passion Choral zum Gründonnerstag von 22 Takten in f-Moll, komponiert in ca. 1848. Zwei Einstellungen:[27][28]
  - Erste Besetzung: für Solist und Orgel,
  - Zweite Besetzung: für Chor a cappella.
- Zwei Totenlieder: diese zwei Elegien für Chor a cappella wurden 1852 für das Begräbnis von Josef Seiberl komponiert[27][29]
  - Totenlied (WAB 47): 10 Takte, Es-Dur
  - Totenlied (WAB 48): 19 Takte, F-Dur
- Libera me (WAB 22): Dieses Werk von 94 Takten in f-Moll für 5-stimmigen Chor (SSATB), Orgel, 3 Posaunen und Generalbass (Orgel, Violoncello und Kontrabass) wurde am 28. März 1854 als Absolution für das Begräbnis von Prälat Michael Arneth[27][30] komponiert.
- Tantum ergo B-Dur (WAB 44): Diese achte Vertonung von 29 Takten in B-Dur für Chor, 2 Trompeten, 2 Violinen und Orgel entstand ca. 1854.[27][31]

### Verwandte Werke
- Außerdem komponierte Bruckner im Januar 1847 für das Begräbnis seiner Tante Rosalia Mayrhofer zwei Aequale (WAB 114 und 149) in c-Moll für 3 Posaunen.[32][33]
- Für Arneths Begräbnis komponierte Bruckner auch Vor Arneths Grab (WAB 53), eine 28-taktige Elegie f-Moll für Männerchor (TTBB) und 3 Posaunen.[34][35]

## Linz
Zwischen dem 24. Dezember 1855 und dem 1. Oktober 1868 hielt sich Bruckner in Linz auf. Während Sechters Unterricht (von Mitte 1855 bis zum 26. März 1861) vollendete Bruckner den Psalm 146, den er während seines Aufenthalts in Sankt Florian verfasst hatte, und komponierte nur wenige kleine Werke, darunter eine einzige Motette:
- Ave Maria (WAB 5): 52-taktiges Werk; das erste von drei Ave Maria in F-Dur für Chor, Sopran und Altsolisten, Orgel und Violoncello entstand am 24. Juli 1856 als Geschenk an Ignaz Traumihler, den Chorleiter von Sankt Florian.[36][37]

Nach dem Ende von Sechters Unterricht komponierte Bruckner zwei Motetten:
- Ave Maria (WAB 6): Ein 51-taktiges Werk, das zweite von drei Ave Maria in F-Dur für 7-stimmigen Chor a cappella, das Bruckner im Mai 1861 komponierte, um das Ende von Sechters Unterricht zu feiern.[36][38]
- Afferentur regi (WAB 1): Ein 38-taktiges Offertorium in F-Dur für Chor und 3 Posaunen ad libitum, komponiert am 7. November 1861.[39][40]

Bis zum 10. Juli 1863 studierte Bruckner weiter bei Otto Kitzler. In dieser Zeit komponierte er das Streichquartett c-Moll, seine ersten Orchesterkompositionen (die Vier Orchesterstücke, die Ouvertüre in g-Moll und die Symphonie in f-Moll) und einige andere Werke wie die Festkantate Preiset den Herrn, der Psalm 112 und Germanenzug. Nach dem Ende von Unterricht komponierte Bruckner nacheinander die Messen Nr. 1, Nr. 2 und Nr. 3 und seine Erste Symphonie.
Nach dem Ende von Kitzlers Unterricht komponierte Bruckner auch einige Motetten:
- Pange lingua (WAB 33): Ein 38-taktiges Pange lingua und Tantum ergo im phrygischen Modus, komponiert am 31. Januar 1868.[41][1]
- Inveni David (WAB 19): Ein 46-taktiges Offertorium in f-Moll für Männerchor und 4 Posaunen, komponiert am 21. April 1868.[41][42]
- Iam lucis orto sidere (WAB 18)[43]
  - Erste Fassung: Eine 24-taktige Motette in e-Moll (phrygischer Modus), die Bruckner Mitte 1868 komponierte. Zwei Varianten:
    - Erste Besetzung: für Chor a cappella,[41]
    - Zweite Besetzung: für Chor und Orgel.[41]

  - Zweite Fassung: leicht überarbeitet (23 Takte) in g-Moll für Männerchor, 1886.[44]

### Verwandte Werke
- Am Grabe, WAB 2: Eine überarbeitete a-cappella-Version von Vor Arneths Grab, wurde gegen Ende von Sechters Unterricht komponiert, das bei der Beerdigung von Josephine Hafferl aufgeführt werden sollte.[45][46]

## Wien
Zwischen dem 1. Oktober 1868 und dem 11. Oktober 1896, während der „Wiener Periode“, widmete Bruckner die meiste Zeit seinen Symphonien, wobei zwischen den Sinfonien Nr. 5 und Nr. 6 das Streichquintett F-Dur, zwischen den Sinfonien Nr. 6 und Nr. 7, dem  Te Deum, und zwischen den Symphonien Nr. 8 und Nr. 9, Psalm 150 und die weltliche Kantate Helgoland.
Dazwischen komponierte Bruckner folgende Motetten:
- Locus iste (WAB 23): Ein 48-taktiges Graduale in C-Dur für Chor a cappella, komponiert am 11. August 1869 zur Einweihung der Votivkapelle am Neuen Dom in Linz.[47][48]
- Christus factus est (WAB 10): Ein 61-taktiges Werk, das zweite von drei Gradualien Christus factus est in d-Moll für 8-stimmigen Chor, 3 Posaunen und Streichinstrumente ad libitum, komponiert 1873.[49][50]
Hinweis: Das erste Christus factus est ist das Graduale der Messe für den Gründonnerstag.[9][51]
- Tota pulchra es (WAB 46): Eine 80-taktige Antiphon im phrygischen Modus für Tenorsolist, Chor und Orgel, komponiert am 30. März 1878.[49][52]
- Os justi (WAB 30): Ein 71-taktiges Gradual mit abschließendem Unisono- Alleluja im lydischen Modus für Chor a cappella, komponiert am 18. Juli 1879.[53][54] Auf Wunsch von Ignaz Traumihler fügte Bruckner am 28. Juli 1879 ein Unisono Versus-Choral Inveni David mit Orgel hinzu (WAB 20).[42]
- Ave Maria (WAB 7): 81-taktiges Werk, das dritte von drei Ave Maria in F-Dur, für Altsolistin und Orgel (Harmonium oder Klavier), das Bruckner am 5. Februar 1882 für die Altistin Luisa Hochleitner komponierte.[55][56]
- Christus factus est (WAB 11): 79-taktiges Werk, das dritte von drei Gradualen Christus factus est in d-Moll, komponiert am 25. Mai 1884.[55][50]
- Salvum fac populum tuum („O Herr, rette dein Volk“; WAB 40): 57-taktige Motette in F-Dur, basierend auf einigen Versen des Te Deum, für Chor a cappella, komponiert am 14. November 1884.[57][12]
- Veni Creator Spiritus (WAB 50): Harmonisierung des gregorianischen Veni Creator Spiritus für Unisonostimmen mit Orgel, komponiert in ca. 1884.[58][59]
- Ecce sacerdos magnus (WAB 13): 106-taktiges Responsorium in a-Moll für Chor, 3 Posaunen und Orgel, komponiert am 28. April 1885 zum 100. Jahrestag der Gründung der Diözese Linz.[58][60]
- Virga Jesse (WAB 52): 91-taktiges Gradual in e-Moll für Chor a cappella, komponiert am 3. September 1885.[58][61]
- Ave Regina caelorum (WAB 8): Harmonisierung des gregorianischen Ave Regina caelorum für Unisonostimmen mit Orgel, komponiert ca. 1886.[3][62]
- Vexilla regis (WAB 51): Eine 36-taktige Motette im phrygischen Modus für Chor a cappella, komponiert für den Karfreitag am 9. Februar 1892.[63][64]

### Verwandte Werke
Die Musik von Franz Joseph Aumann war im 19. Jahrhundert ein großer Teil des Repertoires von St. Florian. Bruckner, der Aumanns Farbharmonik mochte, fügte 1879 eine Begleitung durch drei Posaunen zu seinen Vertonungen von Karfreitags Ecce quomodo moritur justus und Karmetter Tenebrae factae sunt hinzu.

## Diskografie
Einige Motetten, wie Locus iste und drei weitere Gradualien, und das Ave Maria WAB 6, sind sehr beliebt und werden oft auf LPs / CDs zusammen mit religiösen Werken mehrerer Komponisten oder als Extras eines größeren religiösen Werkes veröffentlicht (Messe Nr. 2). Frieder Bernius, Matthew Best, Uwe Gronostay, Simon Halsey, Philippe Herreweghe und Stephen Layton haben jeweils 5 bis 10 der beliebtesten Motetten eingespielt, manchmal mit den beiden Aequali.
Andere Dirigenten haben LPs / CDs speziell Bruckners Motetten gewidmet, manchmal mit den beiden Aequali, den frühen Messen oder anderen „vergessenen“ Werken, wie der  Missa solemnis, das  Magnificat, die früheren Psalmen 22, 114 und 112: Eugen Jochum (1966), Hubert Günther ca. 1976, Hans Zanotelli (1979), Johannes Fuchs (1984), Martin Flämig (1985), Robert Jones (1994), Rupert Gottfried Frieberger (1995 und 2007), Jonathan Brown (1997), Petr Fiala (2006), Erwin Ortner (2008), Thomas Kerbl (2009 und 2011), Duncan Ferguson (2010) und Philipp von Steinäcker (2014).
Es gibt noch kein kommerzielles Album mit allen Motetten. Eine Zusammenstellung in chronologischer Reihenfolge der Band XXI der Gesamtausgabe wurde von Hans Roelofs herausgegeben: CD-Set DutchDragon HR 815-817.